# Palisades Park
Pour les articles homonymes, voir Palisades.
Ne doit pas être confondu avec Palisades Park (New Jersey).
Palisades Park est une chanson écrite par le compositeur et présentateur de télévision Chuck Barris et chantée par Freddy Cannon. Son sujet est le parc d'attractions de Palisades Amusement Park, dans le New Jersey. Sortie en single en 1962, la chanson s'est classée 3e du Billboard Hot 100, la meilleure performance de toute la carrière de Canon.
Palisades Park a été reprise par les Beach Boys sur l'album 15 Big Ones (sorti en 1976) et par les Ramones sur l'album Brain Drain (sorti en 1989).